# غروب جلال
غروب جلال اثر غیر داستانی سیمین دانشور است. در کتاب «غروب جلال» سیمین دانشور به اختصار از اخلاق و خصوصیات جلال آل‌احمد می‌گوید. از رفتار او و آخرین روز زندگی مشترکشان.

## خلاصه‌ای از کتاب
سیمین دانشور در قسمتی از مقدمه و مطلع کتاب «غروب جلال» می‌نویسد:
«... معمولاً زنهای هنرمندان کم‌کم نسبت به آثار هنری شوهرانشان بی‌علاقه می‌شوند و بعد نسبت به این آثار کینه می‌ورزند، چرا که شاهد آفرینش این آثار و دردسرهای مقدمات و نتایجش بوده‌اند. اما من که زن جلال آل‌احمد هستم او را از نوشته‌هایش جدا نمی‌کنم و نه تنها به عنوان یک مرد بلکه او را به عنوان مردی که نویسنده است می‌شناسم. این گونه شناسایی بیشتر به این علت است که جلال خیلی شبیه نوشته‌هایش است. یعنی سبک جلال خود اوست با این تفاوت که من با چرکنویسش سر و کار دارم و دیگران با پاکنویسش…»

## نحوه آشنایی با جلال
سیمین دانشور چند سالی از جلال بزرگ‌تر بود. خودش می‌گوید نوروز سال ۱۳۲۸ زمانی که با اتوبوس به شیراز می‌رفتم توی اتوبوس با جلال آشنا شدم و یک سال بعد به رغم مخالف جدی پدر جلال با هم ازدواج کردیم.
پدر جلال آخوند بود و مطلقاً راضی به ازدواج این دو نبود و تا ده سال نزدیک خانه جلال هم نمی‌شد.

## درگذشت
جلال آل‌احمد در ۱۸ شهریور ۱۳۴۸ در ۴۵ سالگی درگذشت و بعد از مرگش شایعه سر به‌ نیست کردن او توسط ساواک قوت گرفت اما سیمین دانشور که معتقد بود همسرش بر اثر افراط در مصرف سیگار و نوشابه درگذشته است این شایعه را رد کرد. سیمین دانشور در کتاب «غروب جلال» راز مرگ همسرش را برملا کرد.
او می‌نویسد: «... وقتی به اسالم می‌رفتیم یعنی می‌رفتیم که دو ماه و اندی بعد جسدش، جسد بی‌جانش را به تهران بیاوریم در قزوین توقف کرد و چندین کارتن قزونیکا خرید. در نوشابه‌هایش آب جوشیده می‌ریختم، اما آدم تا سرشار نشود دست از بطری که برنمی‌دارد، آن هم کسی که از ساعت یازده صبح تا اواخر شب قزونیکای ملک ری می‌نوشد و سیگار کارگری اشنو می‌کشد…»

## آشنایی با نویسنده
سیمین دانشور در ۸ اردیبهشت سال ۱۳۰۰ در شیراز به‌دنیا آمد. وی بعد از گذراندن تحصیلات ابتدایی و متوسطه، برای تحصیل در رشته زبان و ادبیات فارسی وارد دانشگاه تهران شد و در سال ۱۳۲۹ موفق شد درجه دکترای زیبایی‌شناسی را از دانشگاه تهران کسب کند.
دانشور در همین سال ـ۱۳۲۹ـ با جلال آل‌احمد ازدواج کرد.